# De Mocedades a El Consorcio. 40 años de música
De Mocedades a El Consorcio. 40 años de música es el octavo álbum recopilatorio del grupo español El Consorcio, publicado el 2 de noviembre de 2010. Es un doble CD grabado en directo en Costa Rica, junto con la Orquesta Filarmónica de ese país, que fue dirigida por Marvin Araya. La grabación se llevó a cabo durante la serie de conciertos ofrecidos durante los días 30 y 31 de octubre y 1 y 2 de noviembre de 2009 en el Teatro Nacional de San José de Costa Rica. El CD incluye 23 canciones que recorren la historia de los miembros del grupo desde que formaron Mocedades hasta la actualidad. El trabajo discográfico se editó en dos formatos: uno estándar con 2 CD y otra edición especial limitada formada por un libro y 2 CD. El libro contiene una biografía extensa del grupo, desde sus orígenes a la actualidad, ilustrado con fotos de sus componentes realizadas a lo largo de estos 40 años.

## CD 1
- La otra España

- Piel/Búscame

- California Dreaming

- Palabras de amor

- Cantinero de Cuba

- Había olvidado

- El vendedor

- Para vivir

- Paloma negra

- Qué pasará mañana

- Quién te cantará

## CD 2
- La llamada

- Le llamaban loca

- Donde estás corazón

- Vencedor o vencido

- La barca de oro

- Tómame o déjame

- El chacachá del tren

- Secretaria

- Pange Lingua

- Eres tú

- Amor de hombre

- Zeruan

- Datos: Q5800630